# 3,4-亚甲二氧基苯乙胺
3,4-亚甲二氧基苯乙胺（缩写：3,4-MDPEA、MDPEA，也称为高胡椒乙胺，Homopiperonylamine）是一种含氮有机化合物，分子式C9H11NO2，属于苯乙胺衍生物，其衍生物3,4-亚甲二氧基苯乙胺衍生物常缩写为MDxx。3,4-MDPEA结构上与3,4-亚甲二氧基苯丙胺类似，但少了α位置的甲基。